# Limnodrilus profundicola
Limnodrilus profundicola é uma espécie de anelídeo pertencente à família Tubificidae.
A autoridade científica da espécie é Verrill, tendo sido descrita no ano de 1873.
Trata-se de uma espécie presente no território português, incluindo a sua zona económica exclusiva.